# Lepthyphantes furcillifer
Lepthyphantes furcillifer este o specie de păianjeni din genul Lepthyphantes, familia Linyphiidae, descrisă de Chamberlin și Ivie, 1933. Conform Catalogue of Life specia Lepthyphantes furcillifer nu are subspecii cunoscute.